# Landkreis Aichach-Friedberg

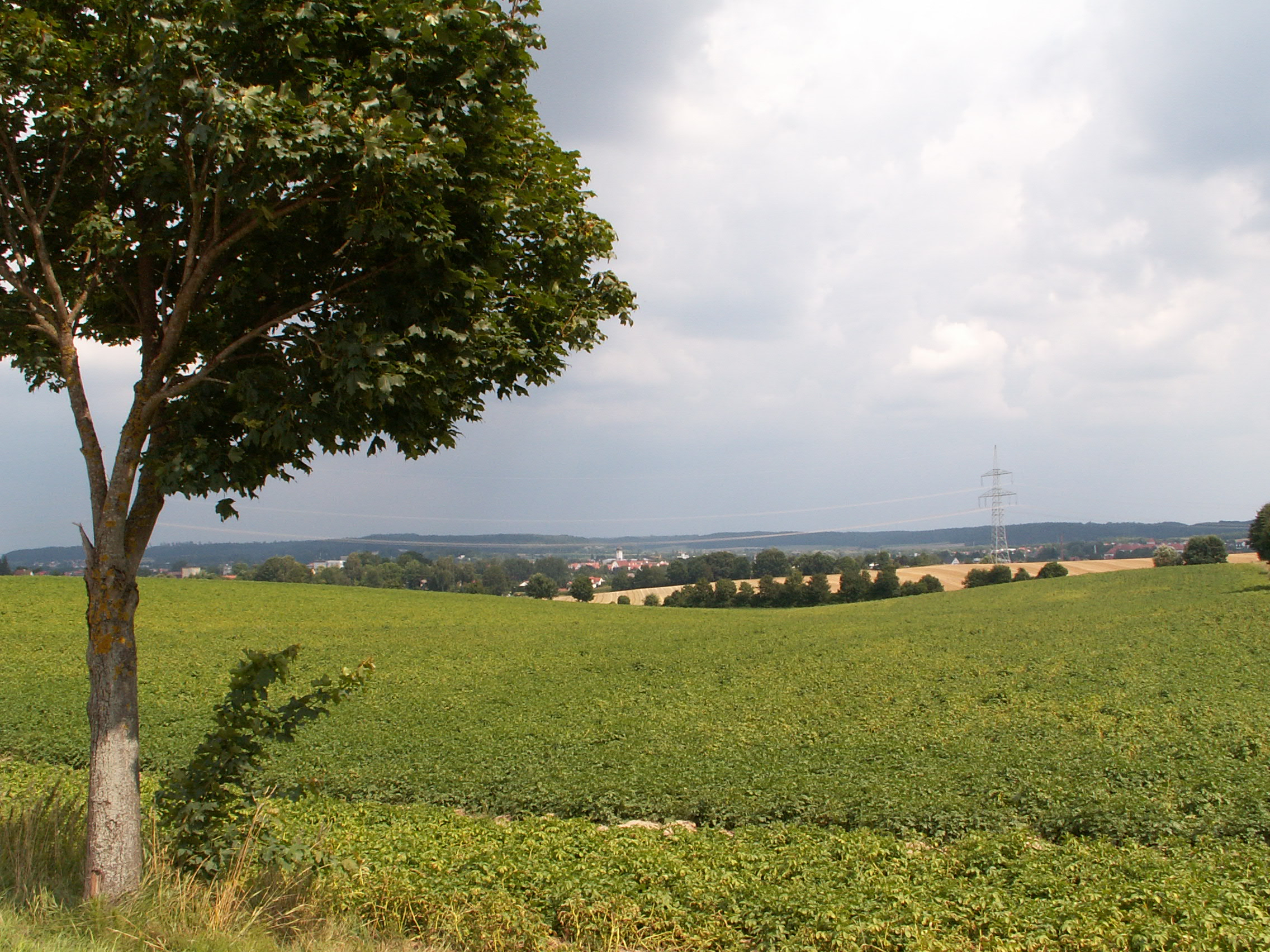
Paartal mit Aichach von Westen

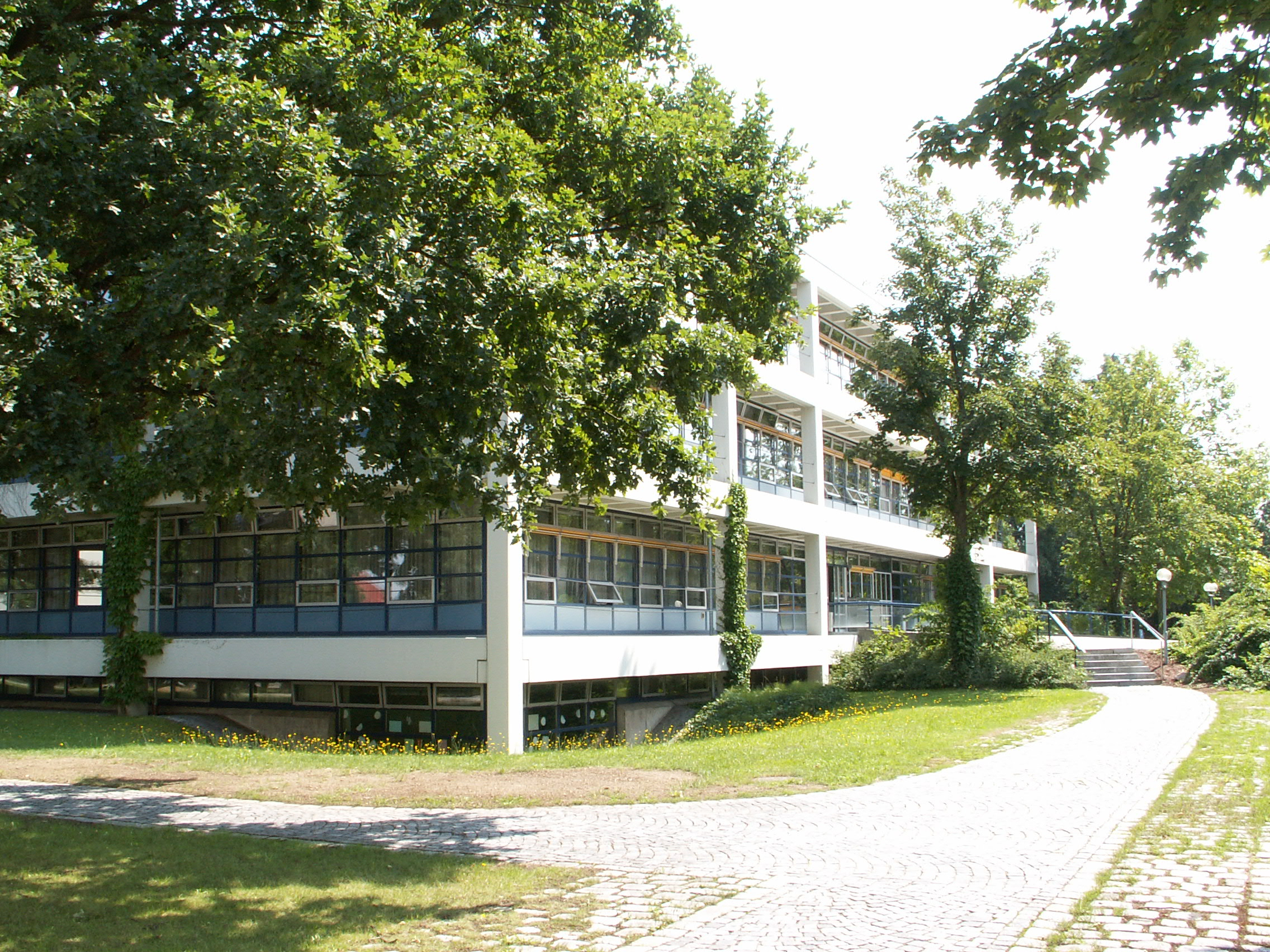
Landratsamt Aichach-Friedberg

Der Landkreis Aichach-Friedberg ist der östlichste Landkreis im bayerischen Regierungsbezirk Schwaben.

## Geographie

### Lage
Der Landkreis liegt östlich von Augsburg; die Grenze zwischen den beiden Gebieten bildet meist der Lech. Wichtigster innerer Fluss ist die Paar, die den Landkreis von Südwesten nach Nordosten durchquert und an der einige Friedberger Stadtteile sowie Aichach liegen.
Er weist eine Höhenlage zwischen 387 m ü. NHN im Donaumoos bei Pöttmes und 574 m bei Eresried im Südosten auf.
Der Landkreis Aichach-Friedberg ist größtenteils ländlich geprägt, größere Städte und Gemeinden sind Friedberg, Aichach und Dasing sowie im Süden Mering und Kissing.
Der Landkreis wird auch als Wittelsbacher Land bezeichnet, da dort einst der Stammsitz des bayerischen Herrschergeschlechts der Wittelsbacher lag. Noch heute können in Oberwittelsbach, einem Stadtteil von Aichach, die Reste der Stammburg und eine an selber Stelle errichtete Burgkirche besichtigt werden.

### Nachbarkreise
Der Landkreis grenzt im Uhrzeigersinn im Nordwesten beginnend an die Landkreise Donau-Ries, Neuburg-Schrobenhausen, Pfaffenhofen an der Ilm, Dachau, Fürstenfeldbruck, Landsberg am Lech und Augsburg sowie an die kreisfreie Stadt Augsburg.

## Geschichte

### Bis 1800
Archäologische Funde belegen, dass das Landkreisgebiet schon seit mindestens zehntausend Jahren besiedelt wird. Zahlreiche Waffenfunde weisen darauf hin, dass es hier oft zu bewaffneten Konflikten gekommen ist.
In der Römerzeit war der Landkreis vor allem „Vorhof“ für Augusta Vindelicorum, die Hauptstadt der Provinz Raetien. Vor allem landwirtschaftliche Betriebe, die die Hauptstadt belieferten, dürften dort gewesen sein, neben einigen Vorstadtvillen der reichen Stadtbewohner.
Mit dem Ende der römischen Herrschaft in Raetien (Ende 5./Anfang 6. Jahrhundert) besiedelten Alemannen und Bajuwaren das Gebiet des heutigen Landkreises.
Die erste urkundliche Überlieferung einer Landkreisgemeinde ist Adelzhausen, das 782 als „Adalhemelshusir“ bezeugt ist.
1124 verlegte Graf Otto V. von Scheyern die Stammburg seiner Familie von Scheyern bei Dachau nach Wittelsbach bei Aichach. Das fortan als Wittelsbacher bekannte Adelsgeschlecht errang 1180 die Herzogswürde von Bayern und regierte das Land bis 1918. Die Burg wurde 1209 allerdings geschleift, an den ursprünglichen Bau erinnert nur noch ein Gedenkstein.
Die Burg Friedberg wurde 1264 erbaut, um eine Gebühr auf den Transport über den Lech zu erheben. Auch an diese Burg erinnert heute nichts mehr, da der Bau im 16. Jahrhundert niederbrannte.
Der heutige Landkreis war aufgrund seiner Grenzlage am Lech und seiner Nachbarschaft zur Reichsstadt Augsburg häufig Schauplatz erbitterter Kämpfe, so z. B. 1420, im Dreißigjährigen Krieg oder im 18. Jahrhundert in den beiden Erbfolgekriegen und später den französischen Revolutionskriegen.

### Landgerichte
Das Kreisgebiet gliederte sich ursprünglich in die Landgerichte Aichach, Friedberg und Mering. Nach der Vereinigung Friedbergs und Merings (1799) und den Verwaltungsreformen des frühen 19. Jahrhunderts gehörte Friedberg ab 1817 zum Isarkreis (Hauptstadt München), Aichach mit dem benachbarten Rain zum Oberdonaukreis (Hauptstadt Augsburg). 1837 kamen Friedberg, Aichach und Rain zu Oberbayern.

### Bezirksämter
Aichach und Rain wurden 1862 zum Bezirksamt Aichach vereinigt, aus dem Landgericht Friedberg entstand das Bezirksamt Friedberg.
Anlässlich der Reform des Zuschnitts der bayerischen Bezirksämter trat das Bezirksamt Aichach am 1. Januar 1880 den Amtsgerichtsbezirk (zugleich Distrikt) Rain an das Bezirksamt Neuburg an der Donau ab.
Am 1. Juli 1910 trat das Bezirksamt Friedberg die Gemeinde Meringerau (jetzt Siebenbrunn) an die Stadt Augsburg ab. Am 1. Januar 1913 kamen weitere Gemeinden zu Augsburg.
Am 1. Januar 1914 gab das Bezirksamt Landsberg am Lech die Gemeinde Unterbergen an das Bezirksamt Friedberg ab. Am 1. Januar 1915 folgte Schmiechen.

### Landkreise
Am 1. Januar 1939 wurde wie überall im Deutschen Reich die Bezeichnung Landkreis eingeführt. So wurden aus den Bezirksämtern die Landkreise Aichach und Friedberg.
Der Landkreis Friedberg wurde 1944 dem Regierungsbezirk Schwaben zugeteilt.

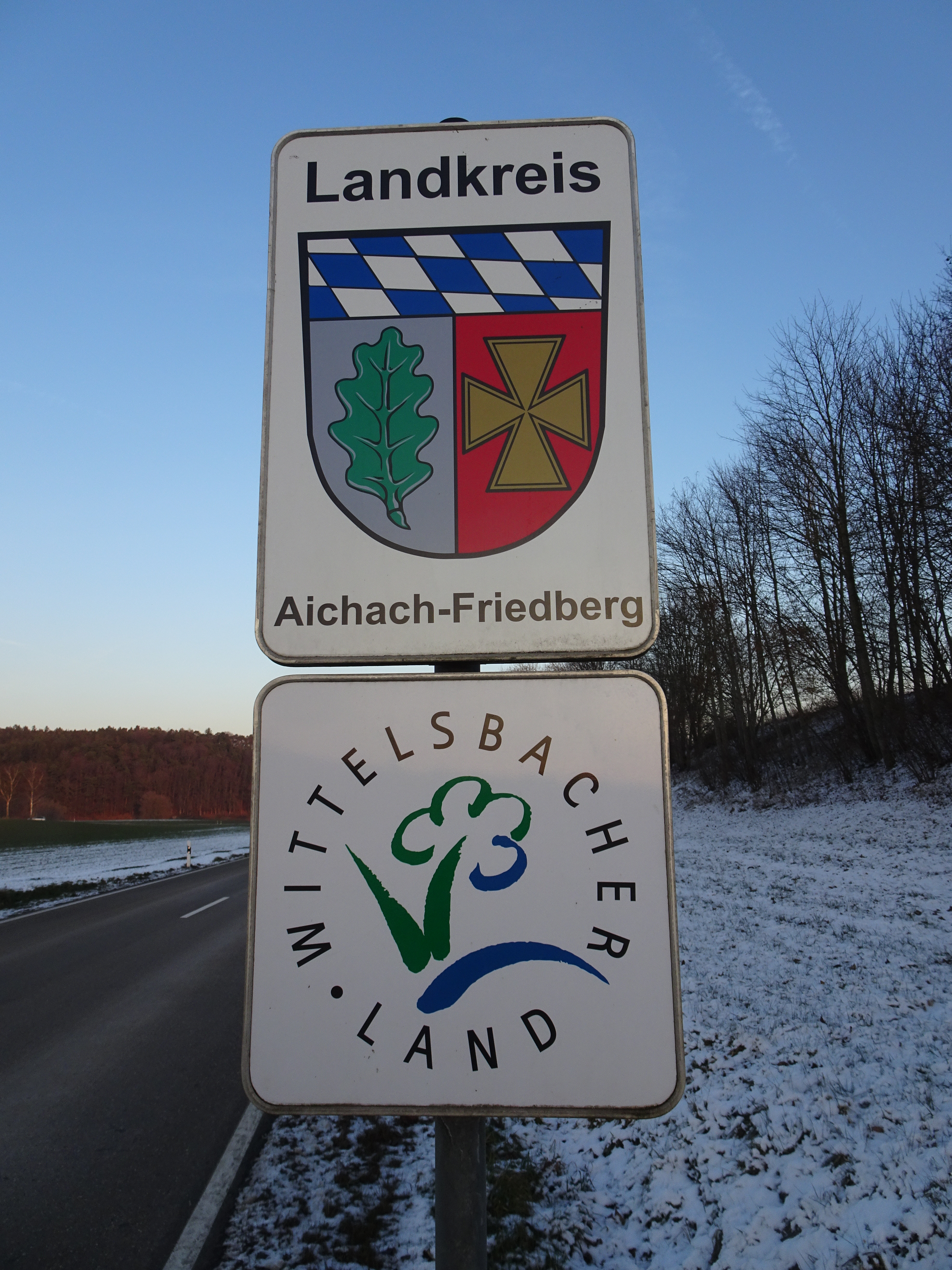
Landkreis Aichach-Friedberg

### Landkreis Aichach-Friedberg
Am 1. Juli 1972 wurde im Rahmen der Gebietsreform in Bayern im Regierungsbezirk Schwaben aus den folgenden Bestandteilen der neue Landkreis Augsburg-Ost mit Sitz in Aichach gebildet:
- Alle Gemeinden des oberbayerischen Landkreises Aichach mit Ausnahme der Gemeinden Altomünster, Hilgertshausen, Hohenzell, Kiemertshofen, Kleinberghofen, Oberzeitlbach, Randelsried, Stumpfenbach, Tandern, Thalhausen und Wollomoos, die zum Landkreis Dachau kamen
- Alle Gemeinden des Landkreises Friedberg mit Ausnahme der Gemeinden Höfa, Pfaffenhofen an der Glonn, Sittenbach, Unterumbach und Weitenried, die zum Landkreis Dachau kamen
- Die Gemeinden Baierberg, Eresried, Hausen bei Hofhegnenberg, Hofhegnenberg und Steindorf aus dem oberbayerischen Landkreis Fürstenfeldbruck
- Die Gemeinden Echsheim, Kühnhausen, Reicherstein, Schorn und Wiesenbach aus dem aufgelösten oberbayerischen Landkreis Neuburg an der Donau
- Die Gemeinde Grimolzhausen aus dem aufgelösten oberbayerischen Landkreis Schrobenhausen

Der Kreistag des neuen Landkreises entschied sich für eine Namensänderung, sodass der Landkreis am 1. Mai 1973 seinen heutigen Namen Landkreis Aichach-Friedberg erhielt.
Am 1. Januar 1994 wurde Baar (Schwaben) aus der Gemeinde Thierhaupten des Landkreises Augsburg ausgegliedert und zu einer Gemeinde im Landkreis Aichach-Friedberg erhoben.

## Politik

### Kreistag
Die Kommunalwahl am 15. März 2020 führte im Landkreis Aichach-Friedberg für den Kreistag zu folgendem Ergebnis:
| Kreistagswahl 2020Wahlbeteiligung: 64,0 % (+4,2 %) %50403020100 41,315,411,510,98,25,25,12,4n. k. CSUGrüneFWSPDAfDPFUWfÖDPFDPREPGewinne und Verlusteim Vergleich zu 2014 %p 10 8 6 4 2 0 −2 −4 −6 −8−5,6+6,7+2,8−6,8+8,2−5,0+2,2+0,1−2,6CSUGrüneFWSPDAfDPFUWÖDPFDPREPAnmerkungen:f Parteifreie und Unabhängige Wählergemeinschaft | Sitzverteilung im Kreistag Aichbach-Friedberger seit 2020Insgesamt 60 Sitze - SPD: 7 - Grüne: 9 - ÖDP: 3 - PFUW: 3 - FW: 7 - FDP: 1 - CSU: 25 - AfD: 5 |

| Parteien und Wählergemeinschaften | Parteien und Wählergemeinschaften              | 2020   | 2020   | 2014   | 2014   | 2008   | 2008   | 2002   | 2002   | 1996   | 1996   |
| Parteien und Wählergemeinschaften | Parteien und Wählergemeinschaften              | %      | Sitze  | %      | Sitze  | %      | Sitze  | %      | Sitze  | %      | Sitze  |
| --------------------------------- | ---------------------------------------------- | ------ | ------ | ------ | ------ | ------ | ------ | ------ | ------ | ------ | ------ |
| CSU                               | Christlich-Soziale Union in Bayern             | 41,3   | 25     | 46,9   | 28     | 48,4   | 30     | 51,9   | 32     | 47,5   | 29     |
| Grüne                             | Grüne Bayern                                   | 15,4   | 09     | 8,7    | 05     | 7,2    | 04     | 5,7    | 03     | 8,5    | 05     |
| FW                                | Freie Wähler Bayern                            | 11,5   | 07     | 8,7    | 05     | 5,8    | 03     | 4,5    | 03     | 6,6    | 04     |
| SPD                               | SPD Bayern                                     | 10,9   | 07     | 17,7   | 11     | 21,2   | 14     | 20,3   | 13     | 20,5   | 13     |
| AfD                               | AfD Bayern                                     | 8,2    | 05     | 0–     | 0–     | 0–     | 0–     | 0–     | 0–     | 0–     | 0–     |
| PFUW                              | Parteifreie und Unabhängige Wählergemeinschaft | 5,2    | 03     | 10,2   | 06     | 7,4    | 05     | 9,0    | 05     | 9,1    | 06     |
| ÖDP                               | Ökologisch–Demokratische Partei                | 5,1    | 03     | 2,9    | 02     | 2,3    | 01     | 1,8    | 01     | 0–     | 0–     |
| FDP                               | FDP Bayern                                     | 2,4    | 01     | 2,3    | 01     | 4,4    | 02     | 2,9    | 01     | 3,0    | 01     |
| REP                               | Die Republikaner                               | 0–     | 0–     | 2,6    | 02     | 3,2    | 01     | 3,8    | 02     | 4,8    | 02     |
| gesamt                            | gesamt                                         | 100,0  | 60     | 100,0  | 60     | 99,9   | 60     | 99,9   | 60     | 100,0  | 60     |
| Wahlbeteiligung                   | Wahlbeteiligung                                | 64,0 % | 64,0 % | 59,8 % | 59,8 % | 64,4 % | 64,4 % | 67,2 % | 67,2 % | 71,0 % | 71,0 % |

### Landräte
| Zeitraum                      | Name             | Partei |
| ----------------------------- | ---------------- | ------ |
| 1. Juli 1972 – 30. Juni 1989  | Josef Bestler    | CSU    |
| 1. Juli 1989 – 30. April 2002 | Theodor Körner   | CSU    |
| 1. Mai 2002 – 30. April 2014  | Christian Knauer | CSU    |
| seit 1. Mai 2014              | Klaus Metzger    | CSU    |

### Wappen
| Wappen des Landkreises Aichach-Friedberg | Blasonierung: „Unter Schildhaupt mit den bayerischen Rauten gespalten von Silber und Rot; vorne ein grünes Eichenblatt, hinten ein goldenes Ulrichskreuz.“ |
| Wappen des Landkreises Aichach-Friedberg | Wappenbegründung: Das Eichenblatt ist ein sog. „redendes“ Symbol und entstammt dem alten Kreiswappen von Aichach. Das Ulrichskreuz war im Friedberger Wappen bereits zu sehen. Die bayerischen Rauten symbolisieren die alte Herrschaft der Wittelsbacher im heutigen Kreisgebiet. Das Wappen wurde am 10. Dezember 1975 gestiftet. |

## Sprache und Dialekt
Ein hervorstechendes Merkmal der Region ist ihr einzigartiger Dialekt, der den bairischen Dialekt mit schwäbischen Einflüssen mischt. Typisch ist hierbei die generell bairische Aussprache der Wörter. Bei den meisten Verben wird in der 2. Person Singular jedoch das für das Schwäbische typische „-sch“ angeschlossen, „kannst“ spricht man somit „kannsch“ aus, was für Personen aus anderen Sprachräumen oft den Eindruck erweckt, man hätte es mit einem „echten“ Schwaben zu tun. Die alteingesessenen Bewohner des Wittelsbacher Landes legen allerdings großen Wert auf ihre Zugehörigkeit zu Altbayern. Daher wird der Landkreis auch als „Altbayern in Schwaben“ bezeichnet. Dies ist auch an den Ortsnamen zu erkennen: Erst Orte westlich des Lechs enden in der Regel auf dem alemannischen -ingen, während viele Orte östlich des Lechs, wo der gesamte Landkreis liegt, mit dem bairischen -ing enden. Der Altlandkreis Aichach gehört erst seit der Gebietsreform 1972 zum Regierungsbezirk Schwaben, wohingegen der Altlandkreis Friedberg schon im Jahr 1944 zum Regierungsbezirk Schwaben kam. Besonders die Bewohner des Altlandkreises Aichach, der sich rund um Aichach bis Kühbach, Inchenhofen und Adelzhausen erstreckte, leben und pflegen ihre kulturelle Zugehörigkeit zu Altbayern, und auch die hiesige Jugend führt diese Traditionen, besonders auf dem Land, fort.

## Städte- und Gemeindepartnerschaften
- Affing: Lobez (Polen)
- Aichach:  Brixlegg (Österreich), Gödöllő (Ungarn), Schifferstadt (Deutschland)
- Aindling: Avord (Frankreich), Fürstenfeld (Österreich)
- Dasing:  Kammern im Liesingtal (Österreich), Siedlce (Polen)
- Friedberg:  Bressuire (Frankreich),  Chippenham (England),  Friedberg (Österreich),  La Crosse (USA),  Völs am Schlern (Italien)
- Hollenbach: Contest (Frankreich)
- Kühbach: Balatonföldvár (im Kreis Siófok, Ungarn)
- Mering: Ambérieu-en-Bugey (Frankreich)
- Pöttmes: La Haye-Pesnel (Frankreich)
- Schiltberg: Schwertberg (Österreich)
- Sielenbach: Saint-Fraimbault-de-Prières (Frankreich)
- Obergriesbach-Zahling: Zahling (Gemeinde Eltendorf) (Österreich)

Landkreispartnerschaft mit dem Landkreis Riesa-Großenhain (seit 1990)

## Bevölkerungsentwicklung
Zwischen 1988 und 2018 wuchs der Landkreis von 103.260 auf 133.596 um 30.336 Einwohner bzw. um 29,4 % (im genannten Zeitraum der höchste Einwohnerzuwachs eines Landkreises im Regierungsbezirk Schwaben).
Einwohnerzahlen nach dem jeweiligen Gebietsstand.

Einwohnerentwicklung des Landkreises Aichach-Friedberg von 1840 bis 2017 nach nebenstehender Tabelle

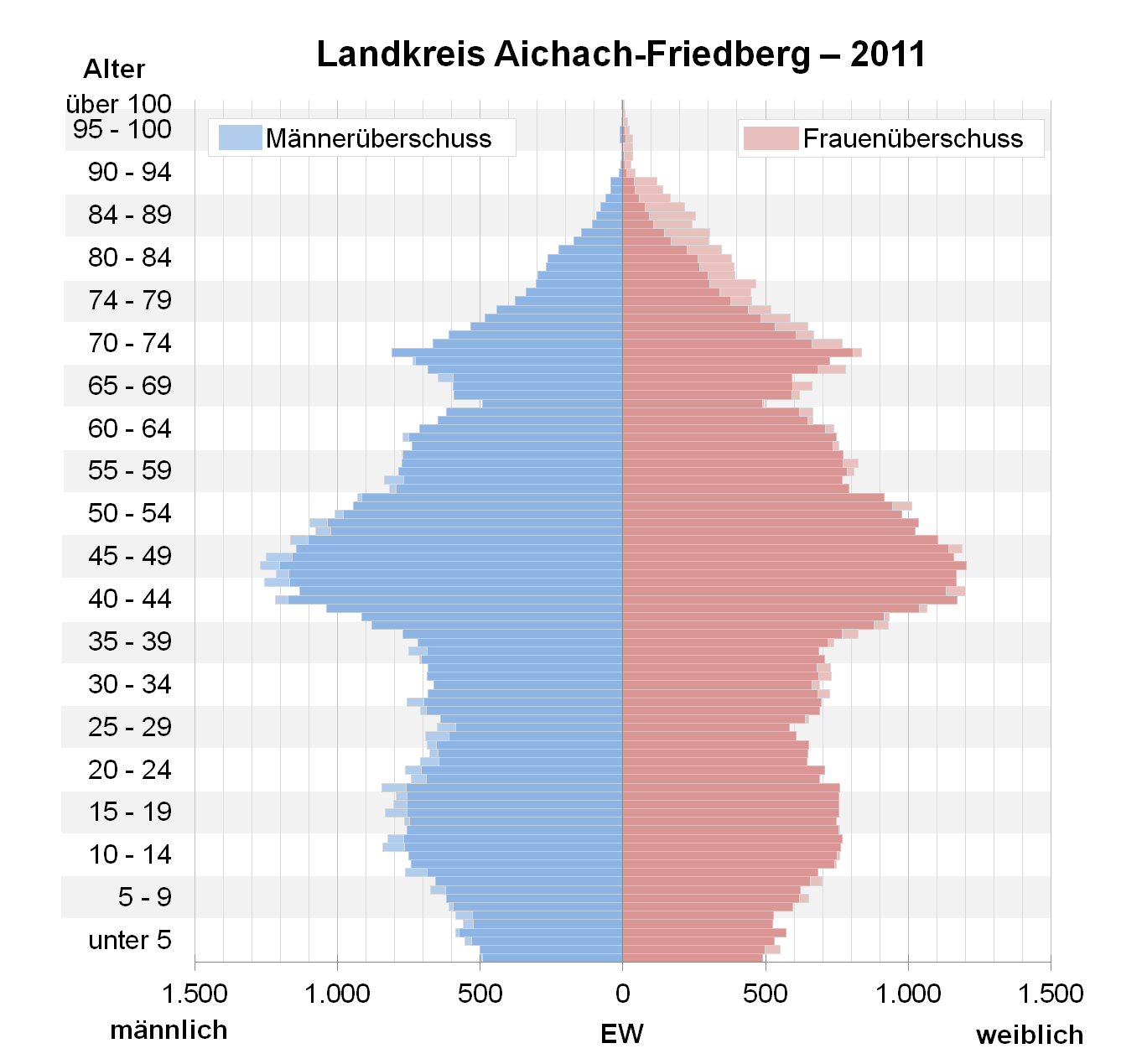
Bevölkerungspyramide für den Kreis Aichach-Friedberg (Datenquelle: Zensus 2011.)

| Stand      | Einwohnerzahl |
| ---------- | ------------- |
| 01.12.1840 | 35.584        |
| 01.12.1871 | 38.272        |
| 01.12.1900 | 40.588        |
| 16.06.1925 | 46.599        |
| 17.05.1939 | 49.579        |
| 13.09.1950 | 73.995        |
| 06.06.1961 | 72.884        |
| 27.05.1970 | 82.677        |
| 25.05.1987 | 102.793       |
| 31.12.1991 | 110.121       |
| 31.12.1995 | 117.921       |
| 31.12.2002 | 125.534       |
| 30.06.2005 | 127.246       |
| 31.12.2010 | 127.955       |
| 31.12.2015 | 130.916       |
| 31.12.2020 | 135.024       |

## Sehenswürdigkeiten

### Kirchen
- Kloster Maria Birnbaum
- Wallfahrtskirche Herrgottsruh (Friedberg)

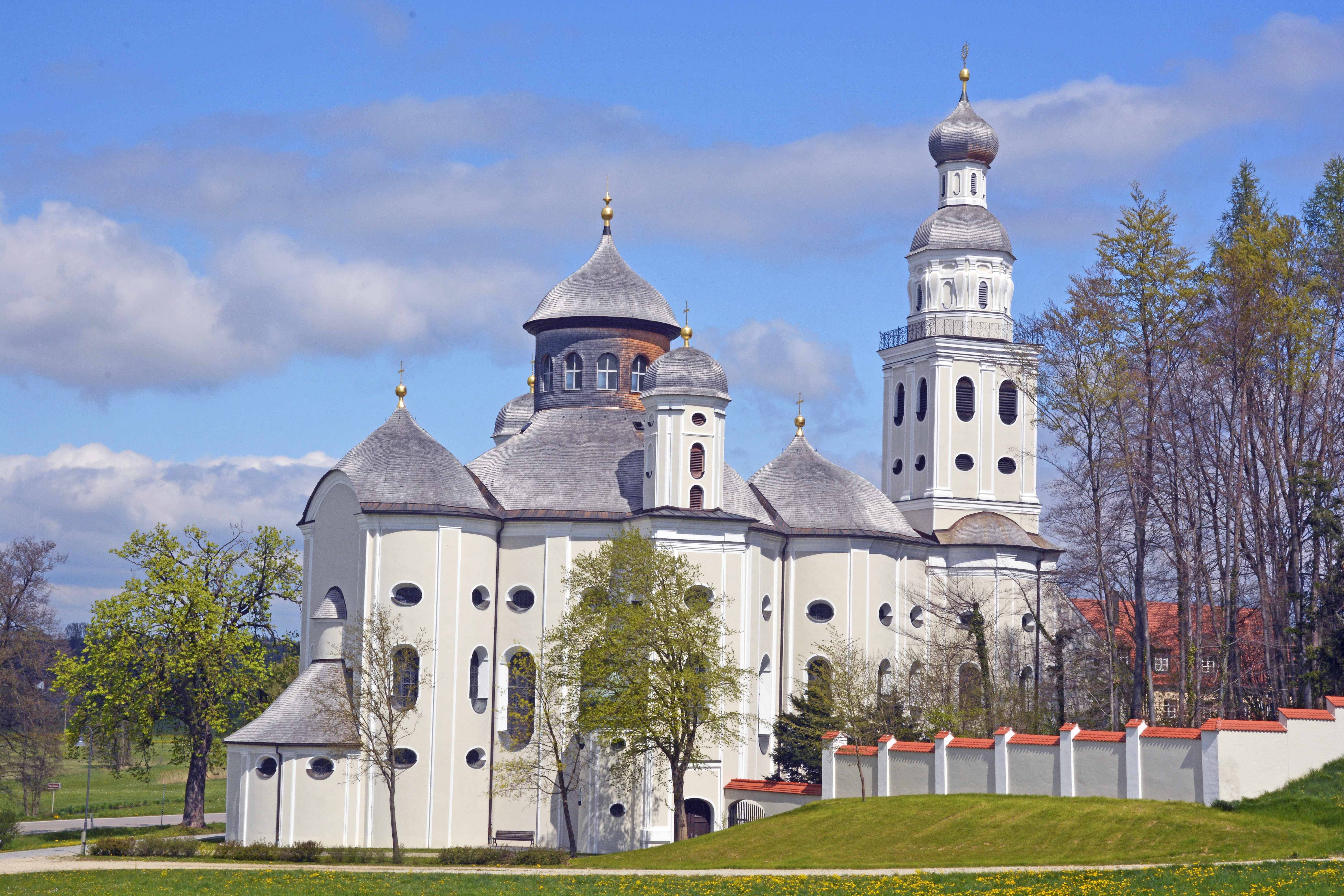
Kloster Maria Birnbaum
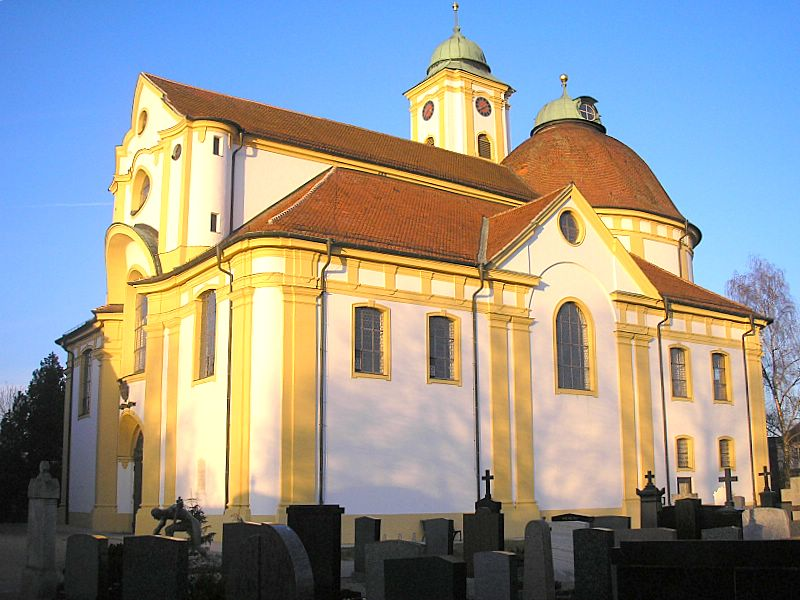
Wallfahrtskirche Herrgottsruh

### Schlösser
- Schloss Affing (Gemeinde Affing)
- Schloss Blumenthal (Aichach) (Stadt Aichach – Blumenthal)
- Schloss Friedberg (Stadt Friedberg)
- Schloss Hofhegnenberg (Gemeinde Steindorf)
- Schloss Mering (Markt Mering)
- Schloss Obergriesbach (Gemeinde Obergriesbach)
- Schloss Pichl (Markt Aindling)
- Schloss Scherneck (Gemeinde Rehling)
- Schloss Unterwittelsbach – Sisi-Schloss (Stadt Aichach – Unterwittelsbach)

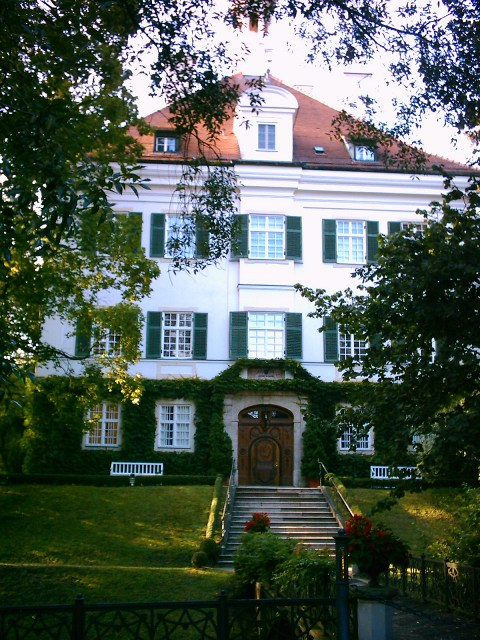
Schloss Affing
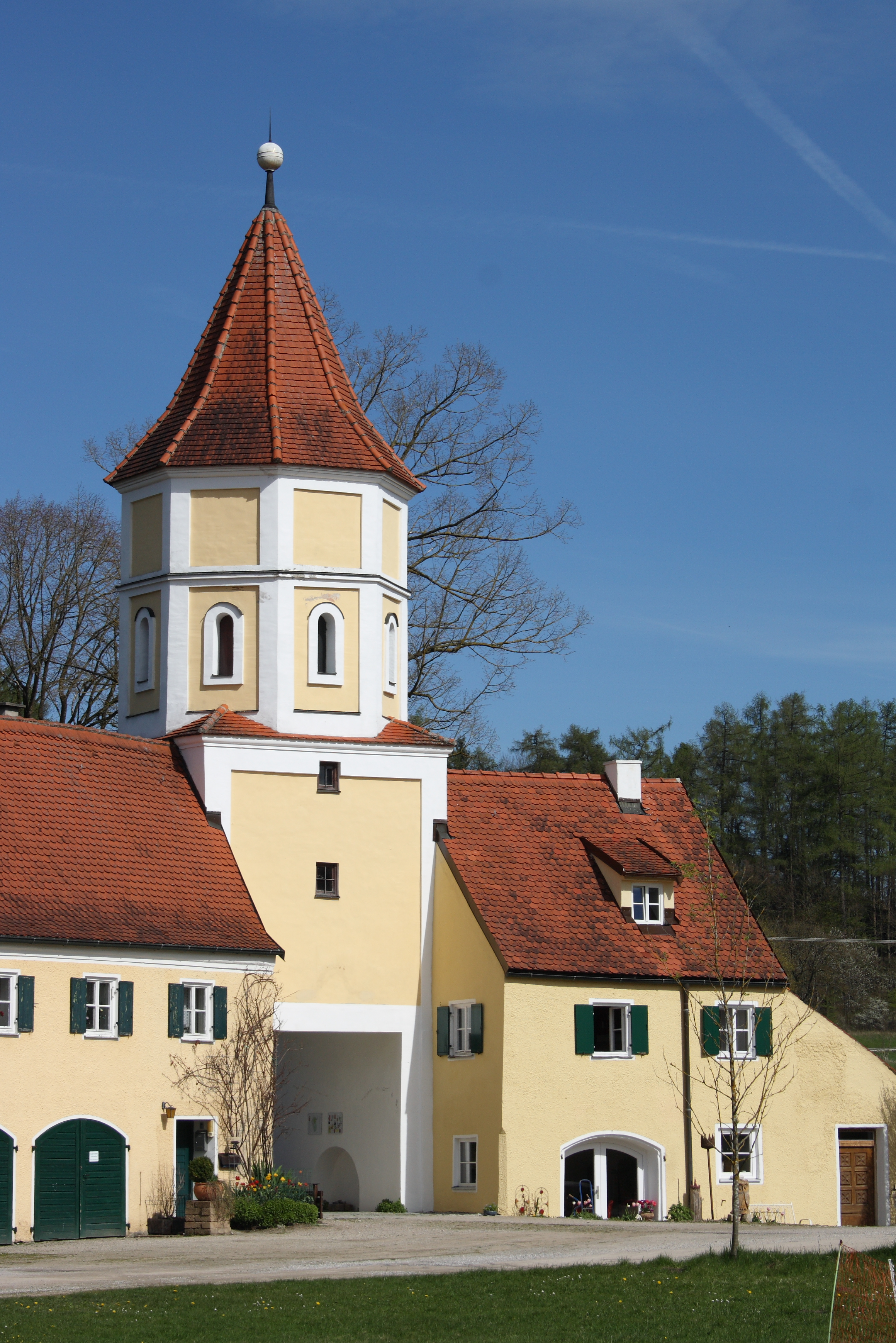
Schloss Blumenthal
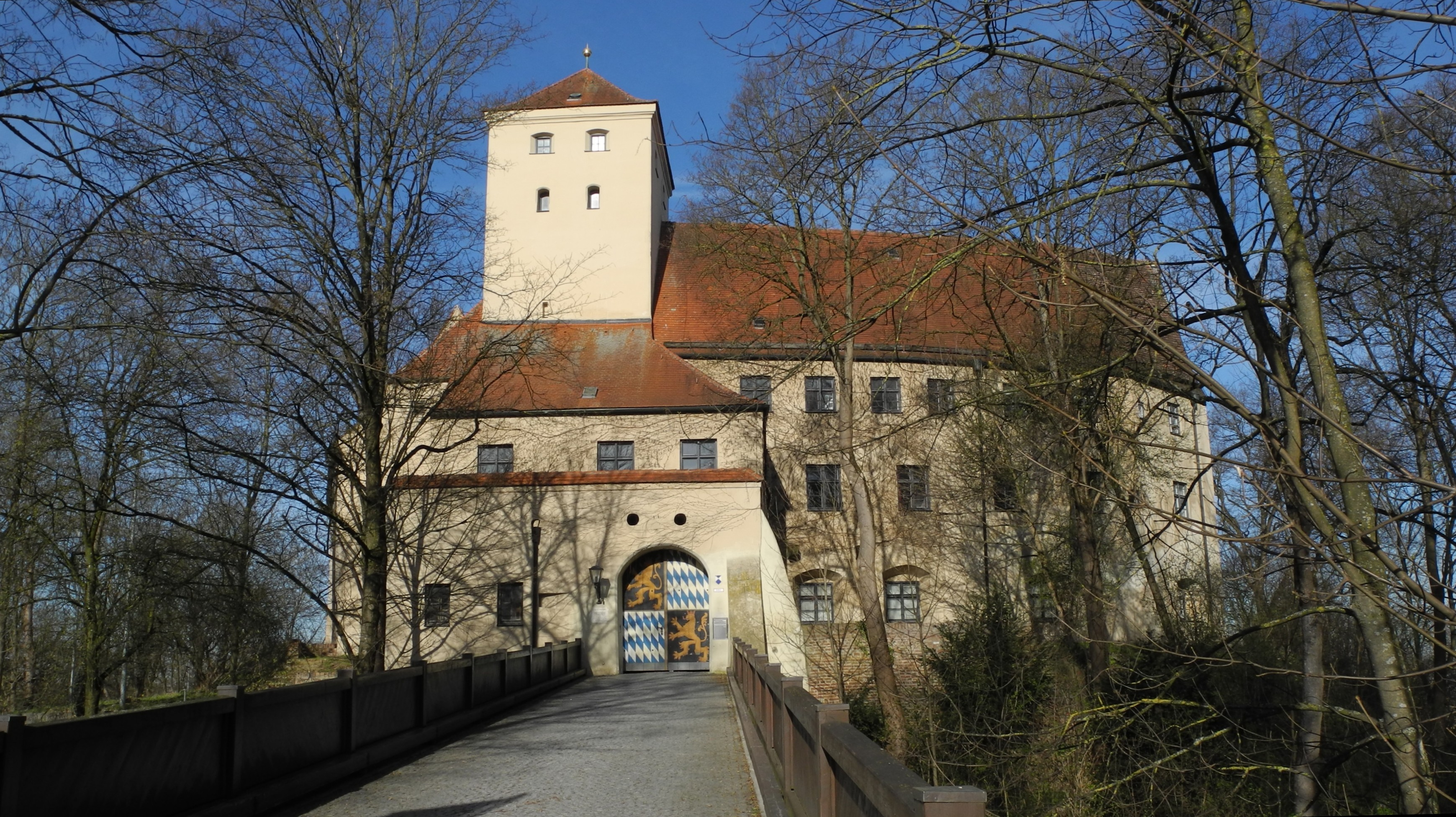
Schloss Friedberg
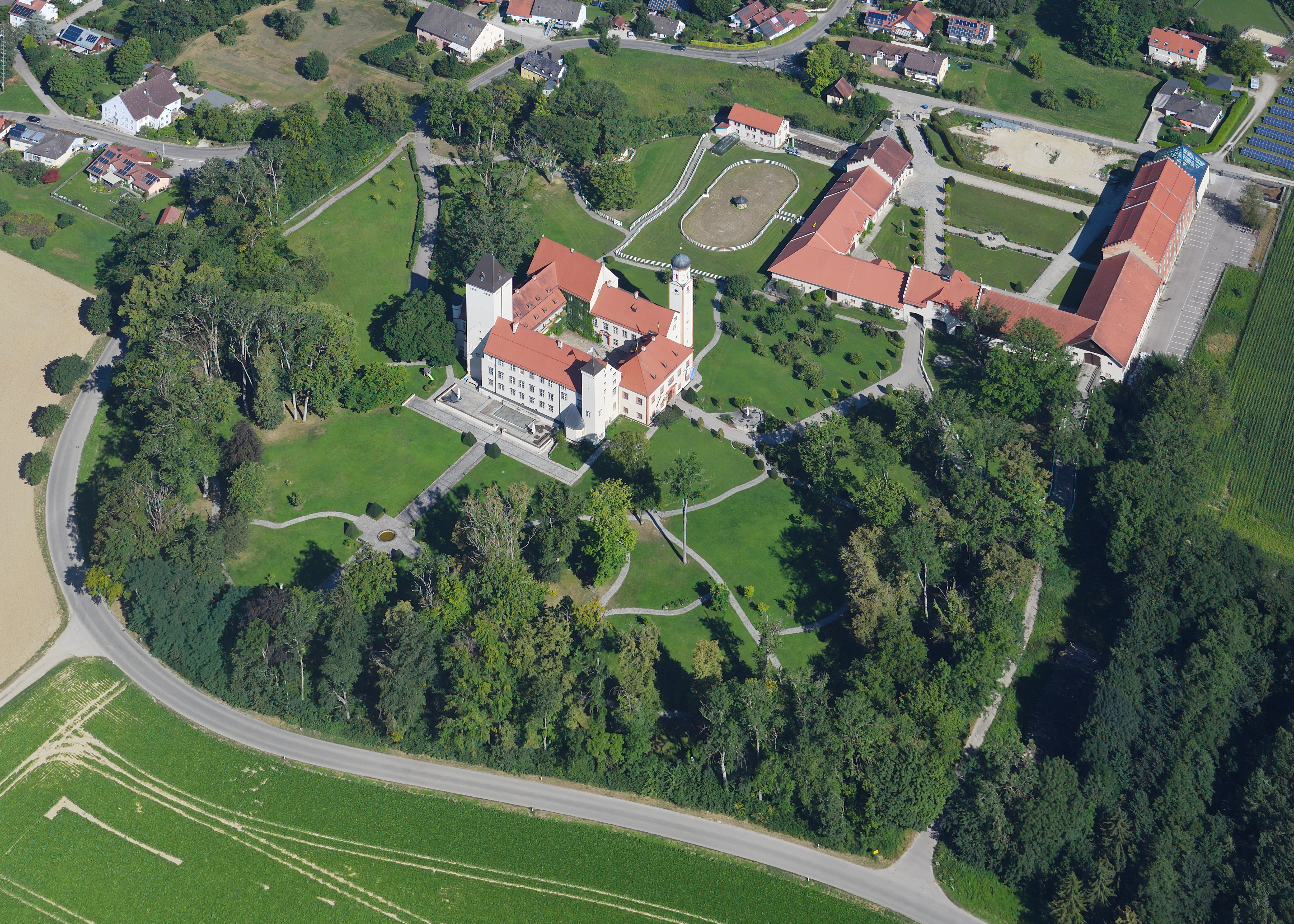
Schloss Hofhegnenberg
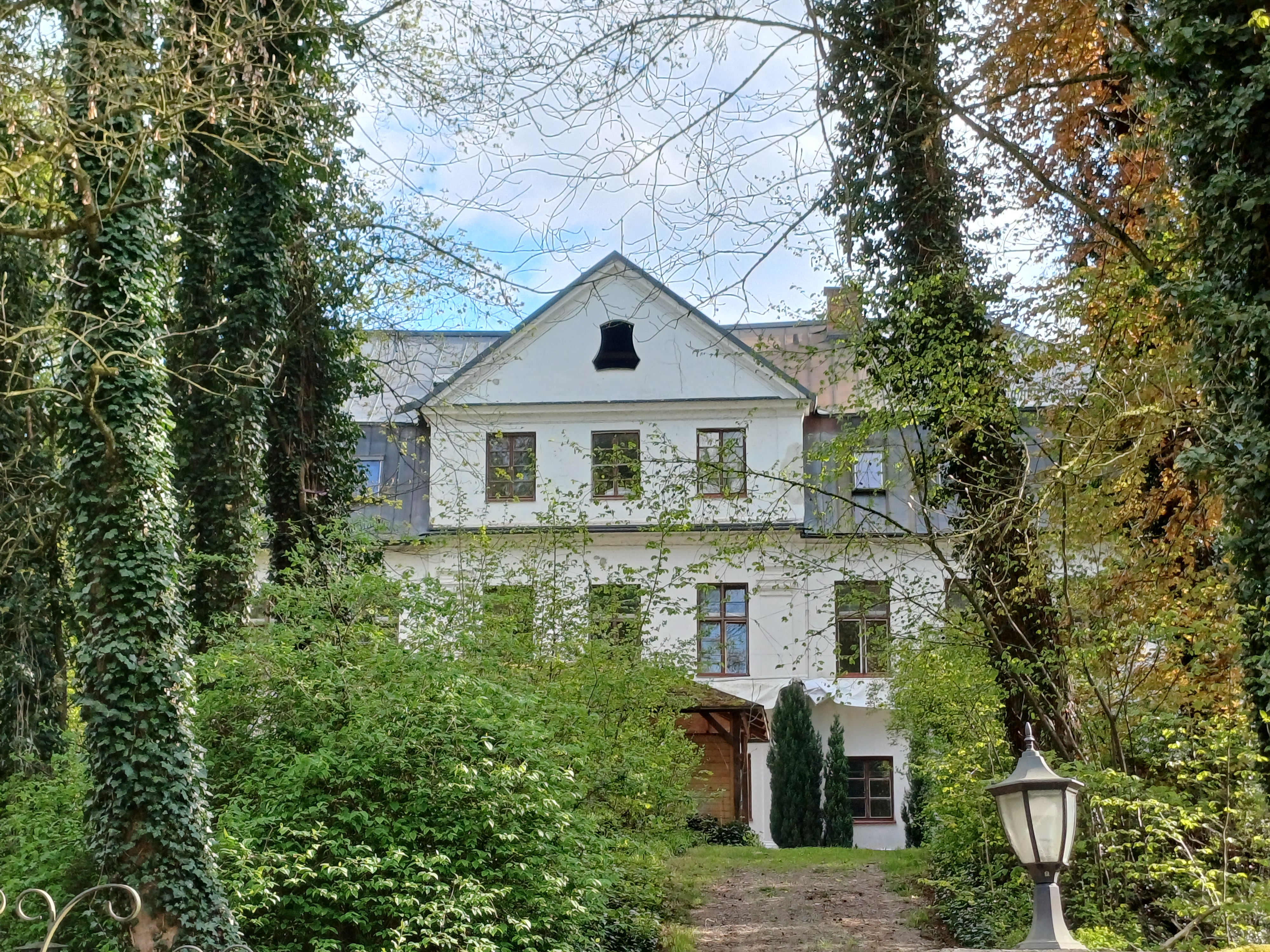
Schloss Pichl
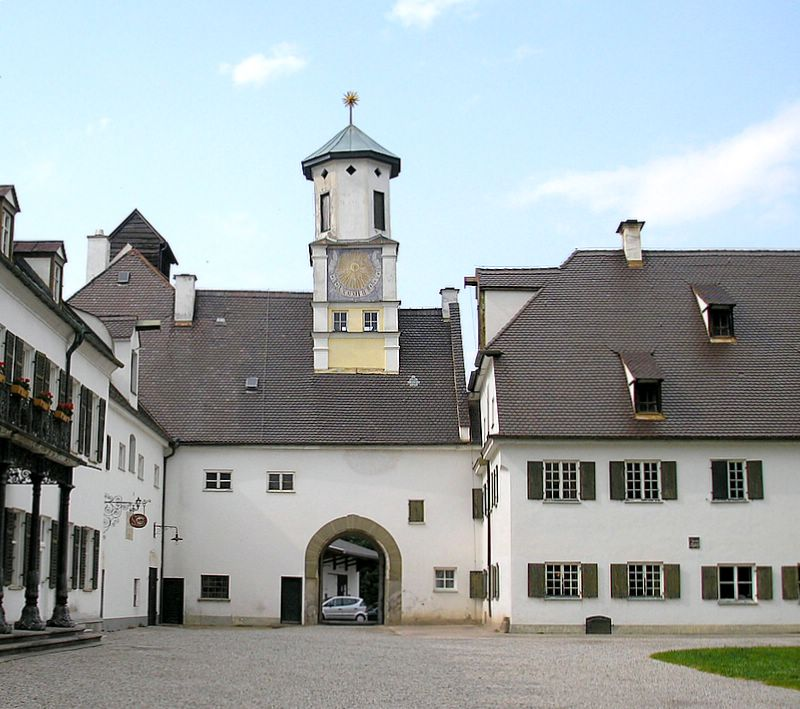
Schloss Scherneck
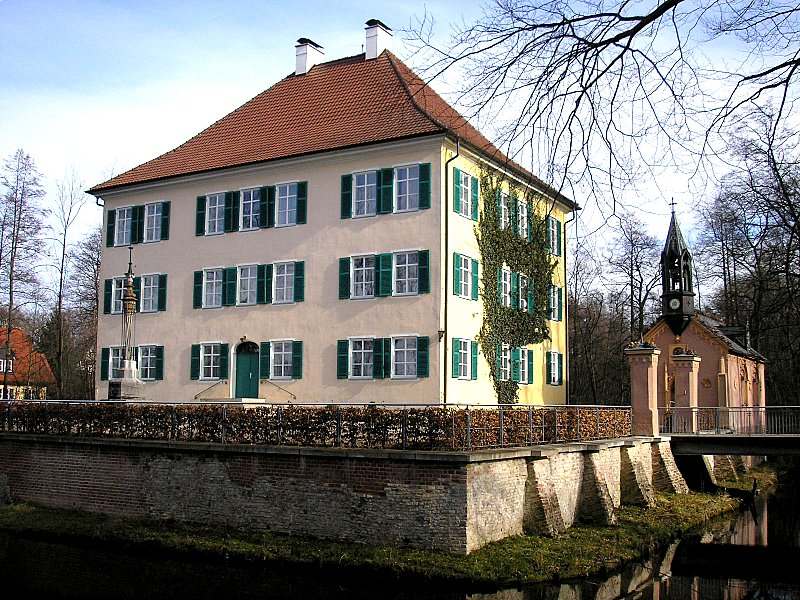
Schloss Unterwittelsbach

### Pfarrhäuser
- Liste von Pfarrhäusern im Landkreis Aichach-Friedberg

## Erholungsgebiete, Seen und Gewässer
- Aindlinger Baggersee
- Auensee (bei Kissing)
- Derchinger Baggersee
- Friedberger Baggersee

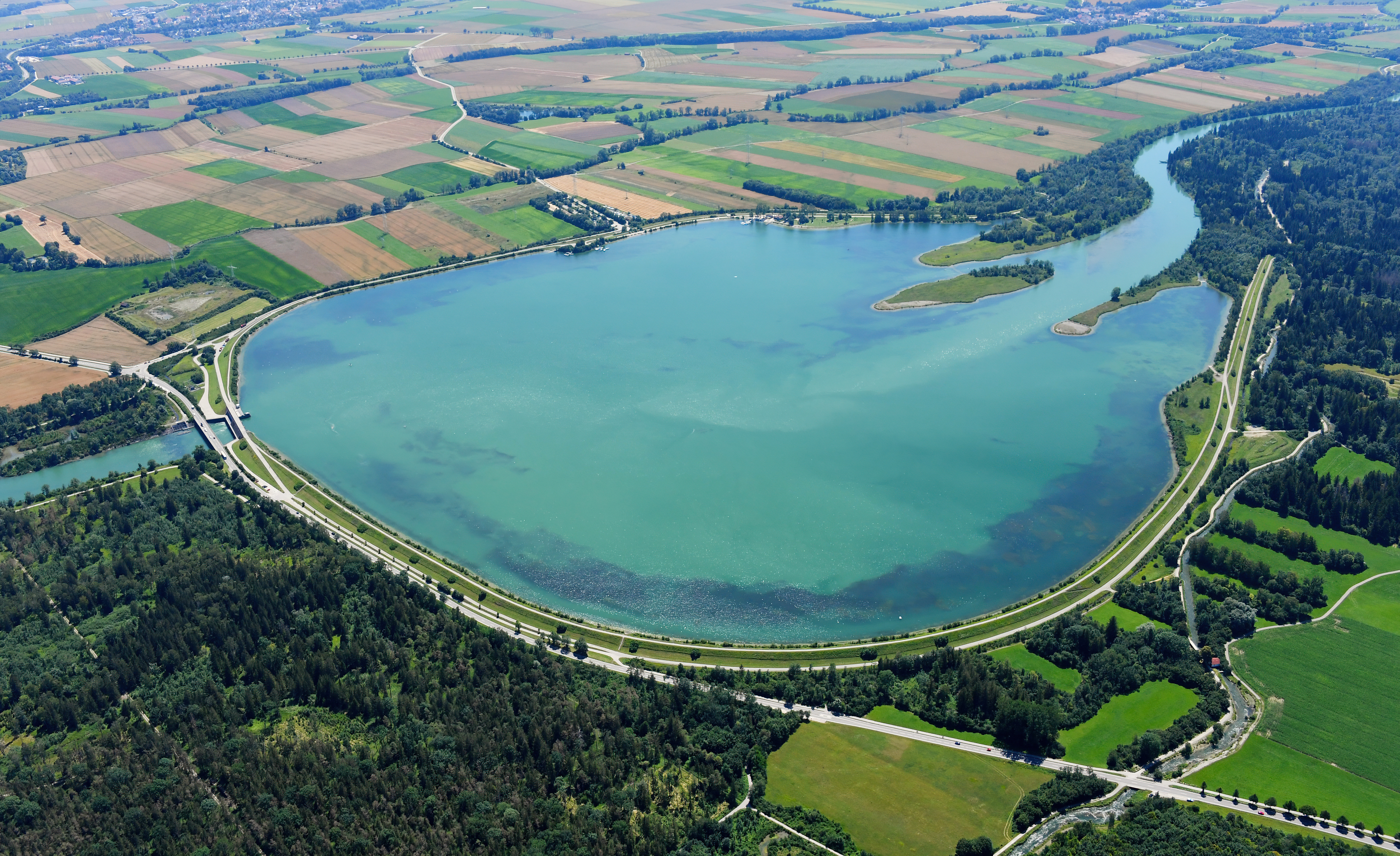
Mandichosee

- Mandichosee (Lechstaustufe 23 bei Merching)
- Mandlachsee (bei Pöttmes)
- Radersdorfer Baggersee
- Weitmannsee (bei Kissing)
- (Der Autobahnsee Augsburg, der Kaisersee und der Kuhsee liegen direkt an der westlichen Landkreisgrenze.)

## Wirtschaft
Die Wirtschaft im ländlich geprägten Landkreis basiert im Wesentlichen auf einer Reihe innovativer mittelständischer Unternehmen und vielen Handwerksbetrieben. Die zentrale Lage mitten in der Wirtschaftsregion München-Augsburg-Ingolstadt ist ein wesentlicher Standortvorteil.
Im Zukunftsatlas 2019 belegt der Landkreis Platz 132 von 401 Landkreisen, Kommunalverbänden und kreisfreien Städten in Deutschland und zählt damit zu den Regionen mit „Leichten Chancen“.
Im Mai 2022 lag die Arbeitslosenquote im Landkreis Aichach-Friedberg bei 2,2 %.

## Medien
Im Landkreis erscheint die Tageszeitung Aichacher Zeitung.

## Verkehr
Die München-Augsburger Eisenbahn-Gesellschaft führte ihre Strecke schon im Jahre 1840 durch das südliche Kreisgebiet. In Mering ließ die Bayerische Staatsbahn 1898 eine Bahn nach Süden Richtung Weilheim abzweigen.
Der Nordteil mit den Kreisstädten Aichach und Friedberg wurde 1875 durch die Strecke Ingolstadt–Augsburg erschlossen. Damit hatte das Bahnnetz seinen heutigen Umfang erreicht.
Für den Automobilverkehr sind die Bundesautobahn 8 sowie die Bundesstraße 300 von entscheidender Bedeutung. Für den Flugverkehr gibt es den Flugplatz Augsburg.

## Gemeinden
(Einwohner am 31. Dezember 2024)
| Städte 1. Aichach (22.015) 2. Friedberg (29.953) Märkte 1. Aindling (4691) 2. Inchenhofen (2754) 3. Kühbach (4170) 4. Mering (15.164) 5. Pöttmes (7012) Weitere Gemeinden 1. Adelzhausen (1844) 2. Affing (5575) 3. Baar (Schwaben) (1282) 4. Dasing (5838) 5. Eurasburg (1838) 6. Hollenbach (2484) 7. Kissing (11.657) 8. Merching (3263) 9. Obergriesbach (2030) 10. Petersdorf (1752) 11. Rehling (2672) 12. Ried (3234) 13. Schiltberg (1927) 14. Schmiechen (1352) 15. Sielenbach (1863) 16. Steindorf (973) 17. Todtenweis (1460) | Verwaltungsgemeinschaften 1. Aindling (Markt Aindling und Gemeinden Petersdorf und Todtenweis) 2. Dasing (Gemeinden Adelzhausen, Dasing, Eurasburg, Obergriesbach und Sielenbach) 3. Kühbach (Markt Kühbach und Gemeinde Schiltberg) 4. Mering (Markt Mering und Gemeinden Schmiechen und Steindorf) 5. Pöttmes (Markt Pöttmes und Gemeinde Baar) |

## Schutzgebiete
Im Landkreis gibt es drei Naturschutzgebiete, sieben Landschaftsschutzgebiete, sieben FFH-Gebiete und mindestens zwölf ausgewiesene Geotope (Stand August 2016).

## Kfz-Kennzeichen
Am 1. Juli 1975 wurde dem Landkreis das seit dem 1. Juli 1956 für den Landkreis Aichach gültige Unterscheidungszeichen AIC zugewiesen. Es wird durchgängig bis heute ausgegeben.
Bis in die 1990er Jahre erhielten Fahrzeuge aus dem Altkreis Friedberg Kennzeichen mit den Buchstaben U bis Z und mit den Buchstabenpaaren von UA bis ZZ jeweils mit den Zahlen von 1 bis 999.
Seit dem 11. Juli 2013 ist durch die Kennzeichenliberalisierung auch das Unterscheidungszeichen FDB (Friedberg) erhältlich.